# Choudhary Charan Singh
Chaudhary Charan Singh (1902-1987) va ser el cinquè primer ministre d'Índia. Va governar entre el 1979 i el 1980.